# David Gregory (journalist)

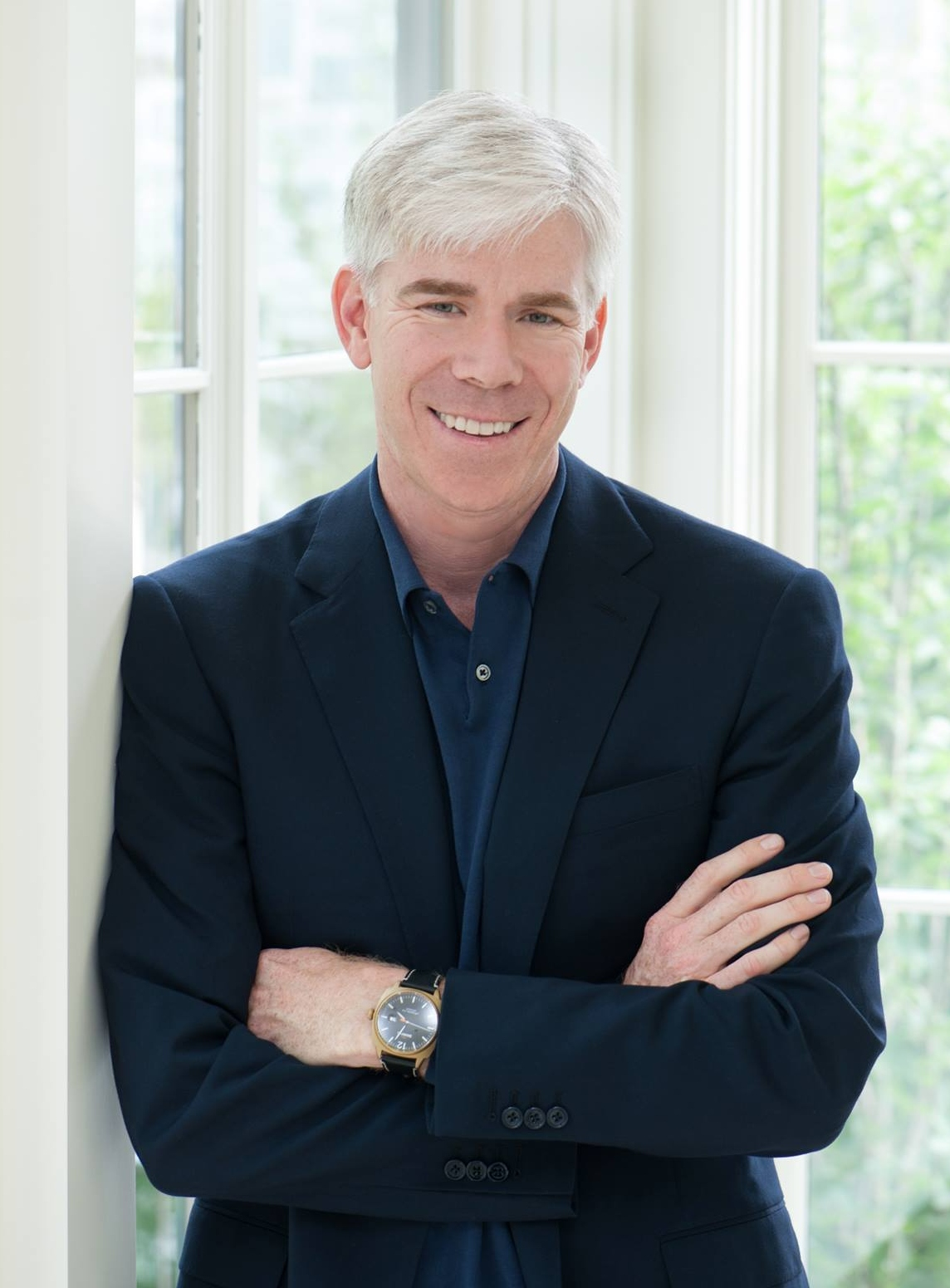

David Michael Gregory (Los Angeles, 24 augustus 1970) is een Amerikaanse televisiejournalist. 
Sinds 2016 is hij als politiek analist verbonden aan CNN, waar hij regelmatig commentaar op het nieuws geeft in het ochtendprogramma New Day.
Eerder presenteerde hij de zondagochtendtalkshow Meet the Press op de televisiezender NBC.

## Afkomst en opleiding
Gregory werd geboren in Los Angeles als zoon van Carolyn Surtees, boekhoudster en Don Gregory, film- en theaterproducent. Hij kreeg een joodse opvoeding. 
Gregory werd onderwezen op de Birmingham High School, een openbare high school in het district Lake Balbao van Los Angeles en vervolgens de American University in Washington, waaraan hij in 1992 afstudeerde. 
Tijdens zijn studietijd was hij werkzaam bij het campus-televisiestation ATV, American University Television, en verwierf hij een graad in Internationale Studies van de School of International Service. 
In 2005 werd hij uitgeroepen tot de Alumnus van het jaar van laatstgenoemde opleiding, alsmede benoemd tot lid van de Adviesraad van het Dekenaat.

## Journalistieke carrière
Gregory begon zijn journalistieke carrière op zijn 18de, toen hij werkte voor een televisieomroep in Tucson (Arizona). Tegelijk werkte hij voor een lokale, aan NBC gelieerde zender in Sacramento (Californië).
Gregory was vanaf 2003 jarenlang de plaatsvervangend presentator van het NMC nieuwsprogramma Weekend Today. Van  1998 tot 2000 werkte hij mee aan de programma's News Chat, Crosstalk NBC, alsmede Newsfront op MSNBC. Sinds 2005 werkte hij ook voor het NBC-nieuwsprogramma Weekend Nightly News.

## Presidentsverkiezingen
Gregory maakte deel uit van NBC's staf, die berichtte over George W. Bush toen deze zich in 1999 kandidaat stelde voor het presidentschap van de Verenigde Staten. 
Na de verkiezing werd hij Witte Huis-correspondent voor NBC. Voor de berichtgeving over Bush's Eerste Honderd Dagen riep het Onderzoeksinstituut voor de Media hem uit tot de Beste Correspondent. Hij bekleedde dit correspondentschap tot zijn overname van de presentatie van het programma Meet The Press in december 2008.
Tijdens de presidentsverkiezing van 2008 was hij in het programma Race naar het Witte Huis commentator voor MSNBC, dat na afloop werd omgedoopt in 1600 Pennsylvania Avenue.